# 緒川駅

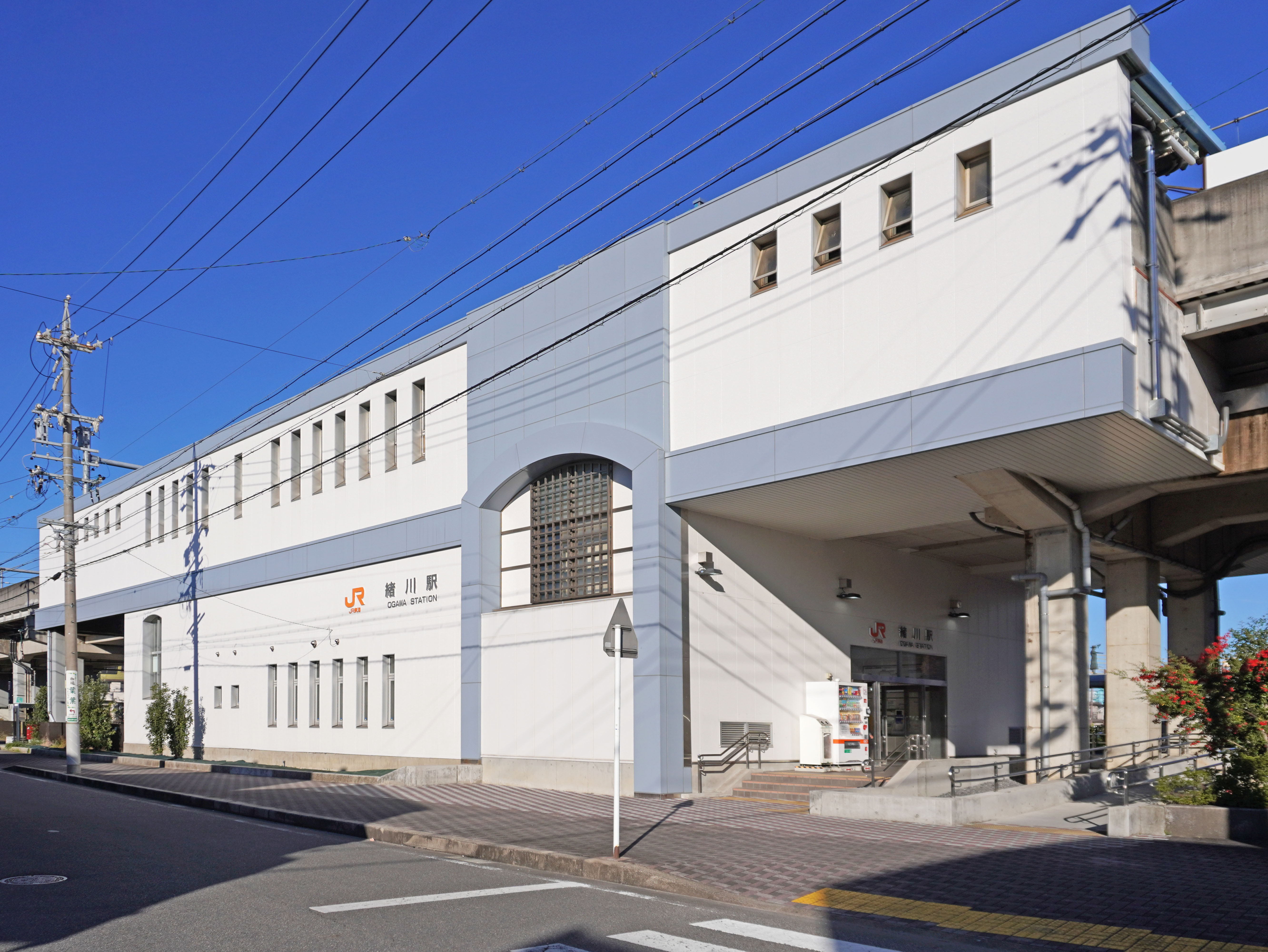
西口（2022年11月）

緒川駅（おがわえき）は、愛知県知多郡東浦町大字緒川字竹塚にある、東海旅客鉄道（JR東海）武豊線の駅である。駅番号はCE02。

## 概要
大府駅と武豊駅を結ぶ武豊線の中間駅（途中駅）の一つ。東浦町北部にあり、大型商業施設「イオンモール東浦」等が立地する商業地の緒川地区に位置する。
武豊線開通にあわせて1886年（明治19年）に緒川駅は開業したが、北部に大府駅が新設されたのにあわせて翌年に一度廃止された。1900年（明治33年）に再度設置され、この2代目の緒川駅が現在に至っている。また、1995年（平成7年）に高架化され、武豊線の各駅のうちで唯一高架化された駅となった。

## 歴史
緒川駅には初代と2代目が存在する。
初代の駅は1886年（明治19年）3月、現在の武豊線全線と東海道本線の一部にあたる、武豊駅と熱田駅を結ぶ鉄道路線の開通にあわせて開業した。ところが1年後の1887年（明治20年）9月、北に大府駅が新設された代わりに初代緒川駅は廃止される。翌年静岡県の浜松駅へと路線が伸びた際、この大府駅は現在の東海道本線と武豊線にあたる路線の接続駅とされた。
駅が廃止された当時の緒川村（現・東浦町）では、村の振興のために再び駅を置くよう逓信大臣（逓信省は当時国有鉄道を管轄していた省庁）に対して請願を行った。その結果もあって初代の駅が廃止されてから13年経た1900年（明治33年）3月に2代目の緒川駅が開業した。開業当初は旅客営業のみであったが、1903年（明治36年）から貨物と荷物（旅客手荷物・小荷物）の取り扱いを開始している。
その後しばらく旅客・荷物・貨物のいずれもを扱う駅として営業を続けたが、1975年（昭和50年）11月に半田市内において衣浦臨海鉄道半田線が開業したのにあわせて貨物の取り扱いを廃止、1984年（昭和59年）2月に荷物の取り扱いも廃止した。その結果旅客の取り扱いのみとなり、そのまま国鉄分割民営化を迎えJR東海に継承された。

### 年表
- 1886年（明治19年）3月1日：武豊・熱田間の開通時に初代緒川駅開業。旅客・貨物をともに扱う一般駅であった[2]。
- 1887年（明治20年）9月10日：大府駅の開業と同時に初代駅廃止[2]。
- 1900年（明治33年）3月1日：2代目緒川駅が開業。当初は旅客のみを扱う旅客駅であった[2]。
- 1903年（明治36年）4月1日：貨物と荷物の取り扱いを開始[2]。同月駅舎を新設[3]。
- 1909年（明治42年）10月12日：線路名称制定、武豊線の駅となる。
- 1941年（昭和16年）8月：跨線橋を新設[3]。
- 1975年（昭和50年）11月15日：貨物の取り扱いを廃止[2]。
- 1984年（昭和59年）2月1日：荷物の取り扱いを廃止[2]。
- 1987年（昭和62年）4月1日：国鉄分割民営化により東海旅客鉄道（JR東海）が継承[2]。
- 1995年（平成7年）2月19日：駅と駅付近を高架化[4][5]。
- 2006年（平成18年）11月25日：ICカード「TOICA」の利用が可能となる。あわせて簡易改札機設置[6]。
- 2013年（平成25年）
  - 9月30日：JR全線きっぷうりばの営業を終了[7][8]。
  - 10月1日：集中旅客サービスシステム（現・お客様サポートサービス）導入に伴い、終日無人化[7][8]。
- 2020年（令和2年）3月18日：エレベーターおよび多機能トイレが供用開始[9]。

## 駅構造
高架橋の上にある2面2線の高架駅。単線区間にある交換駅であり、列車の交換が可能である。
駅の出入口は西口と東口の2か所ある。エスカレーターは設置されていないが、エレベーターは2020年3月18日から使用を開始した。
1995年に高架化される前の地上駅時代は、高架化後と同じく相対式ホーム2面2線で、現在と同じ使い方をしていた。また、駅舎は現在の1番線に隣接して建設され、両ホームを結ぶ跨線橋も設置されていた。高架化工事中は片側のホームが撤去されており、1992年時点の配線図によれば東側（現在の2番線）のみ使用され、ホームから跨線橋で線路を渡った先に仮駅舎を置いていた。
大府駅管理の無人駅。かつては業務委託駅でJR全線きっぷうりばも設置されていたが、JR東海は2013年10月1日より当駅を含む6駅について「集中旅客サービスシステム（現・お客様サポートサービス）」を導入し、自動券売機・自動改札機を整備した上で遠隔案内によって一括的に管理されるようになり、無人化された。

### のりば
| 番線 | 路線      | 方向 | 行先             |
| ---- | --------- | ---- | ---------------- |
| 1    | CE 武豊線 | 上り | 大府・名古屋方面 |
| 2    | CE 武豊線 | 下り | 武豊方面         |

（出典：JR東海:駅構内図）

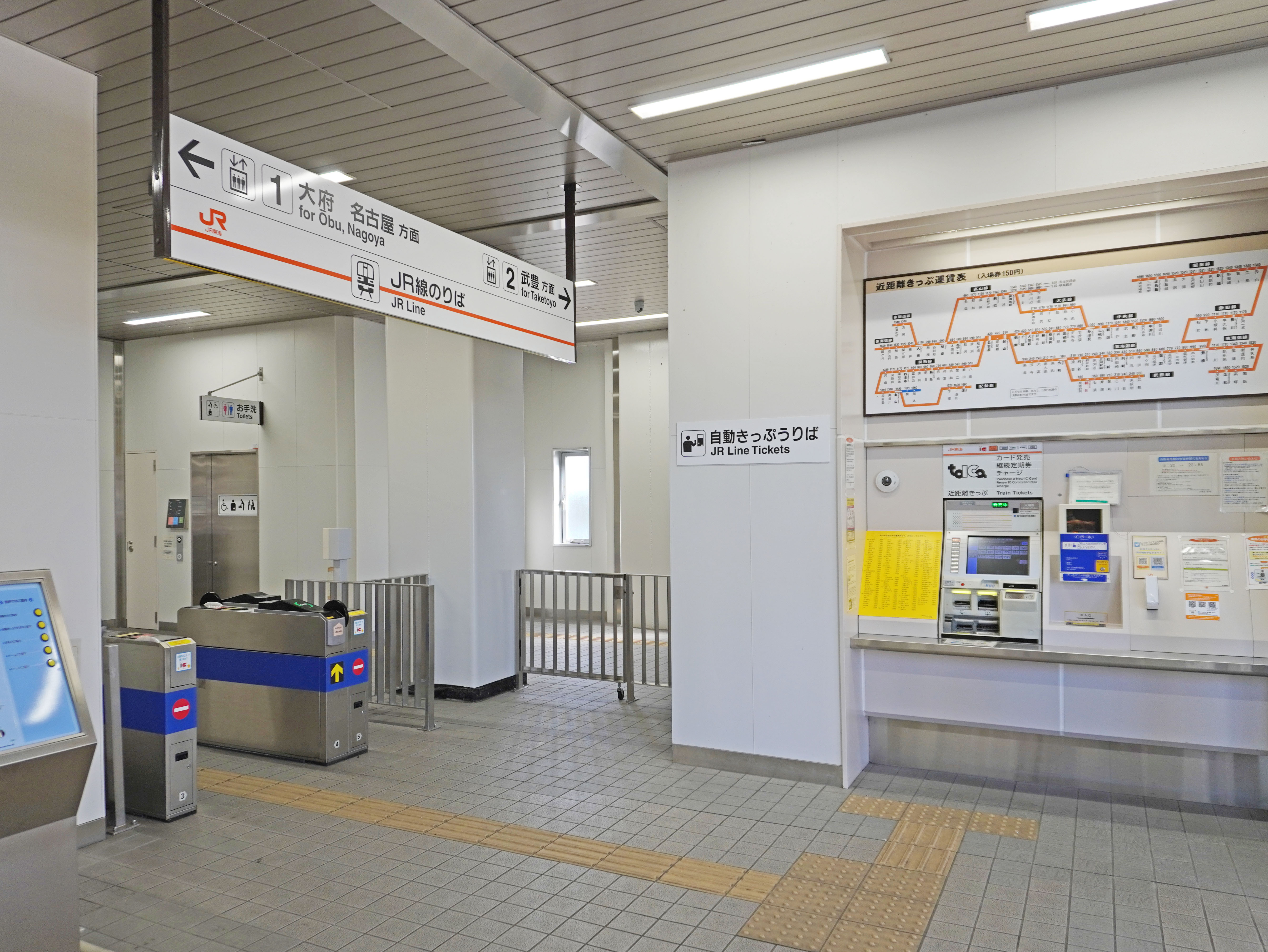
改札口（2022年11月）
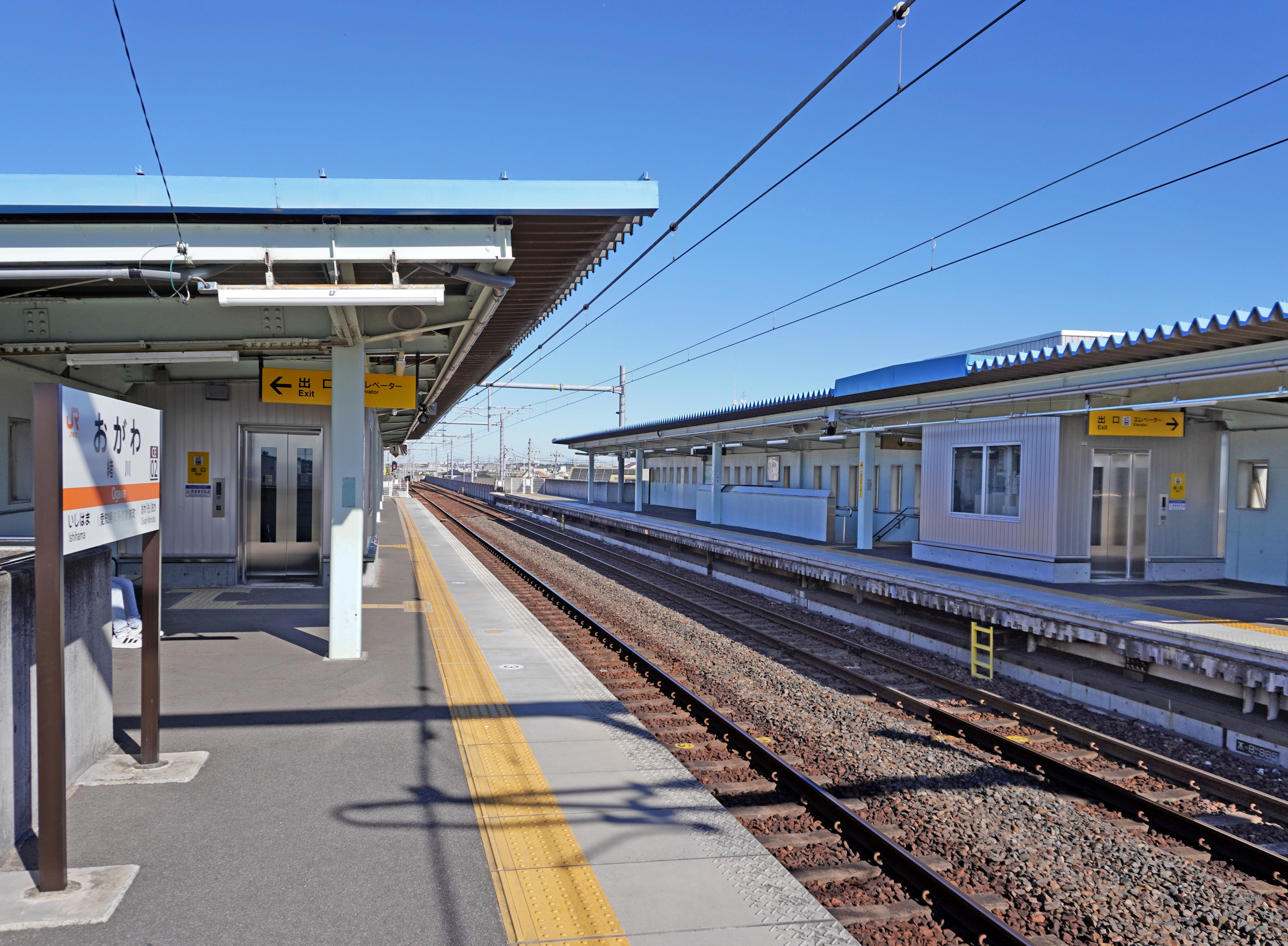
ホーム（2022年11月）
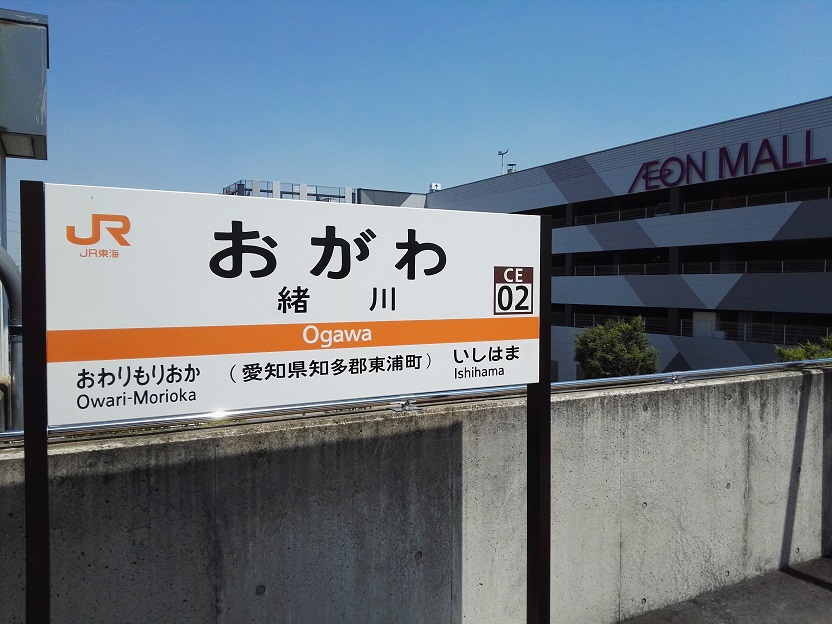
駅名標（2019年5月）

## 利用状況

### 旅客
「愛知県統計年鑑」および「知多半島の統計」によれば、1日平均の乗車人員は以下の通りであった。
| 1日平均の乗車人員の推移 | 1日平均の乗車人員の推移 | 1日平均の乗車人員の推移 |
| 年度                    | 乗車人員                | 出典・備考              |
| ----------------------- | ----------------------- | ----------------------- |
| 1950年                  | 1,254                   | [ 14 ]                  |
| 1951年                  | 1,361                   | [ 15 ]                  |
| 1952年                  | 1,319                   | [ 16 ]                  |
| 1953年                  | 1,268                   | [ 17 ]                  |
| 1954年                  | 1,195                   | [ 18 ]                  |
| 1955年                  | 1,181                   | [ 19 ]                  |
| 1956年                  | 1,244                   | [ 20 ]                  |
| 1957年                  | 1,186                   | [ 21 ]                  |
| 1958年                  | 1,189                   | [ 22 ]                  |
| 1959年                  | 1,221                   | [ 23 ]                  |
| 1960年                  | 1,396                   | [ 24 ]                  |
| 1961年                  | 1,355                   |                         |
| 1962年                  | 1,409                   | [ 25 ]                  |
| 1963年                  | 1,469                   | [ 26 ]                  |
| 1964年                  | 1,490                   | [ 27 ]                  |
| 1965年                  | 1,575                   | [ 28 ]                  |
| 1966年                  | 1,523                   | [ 29 ]                  |
| 1967年                  | 1,701                   | [ 30 ]                  |
| 1968年                  | 1,570                   | [ 31 ]                  |
| 1969年                  | 1,382                   | [ 32 ]                  |
| 1970年                  | 1,301                   | [ 33 ]                  |
| 1971年                  | 1,201                   | [ 34 ]                  |
| 1972年                  | 1,114                   | [ 35 ]                  |
| 1973年                  | 1,083                   | [ 36 ]                  |
| 1974年                  | 1,075                   | [ 37 ]                  |
| 1975年                  | 1,034                   | [ 38 ]                  |
| 1976年                  | 950                     | [ 39 ]                  |
| 1977年                  | 913                     | [ 40 ]                  |
| 1978年                  | 901                     | [ 41 ]                  |
| 1979年                  | 866                     | [ 42 ]                  |
| 1980年                  | 838                     | [ 43 ]                  |
| 1981年                  | 793                     | [ 44 ]                  |
| 1982年                  | 801                     | [ 45 ]                  |
| 1983年                  | 797                     | [ 46 ]                  |
| 1984年                  | 746                     | [ 47 ]                  |
| 1985年                  | 699                     | [ 48 ]                  |
| 1986年                  | 673                     | [ 49 ]                  |
| 1987年                  | 688                     | [ 50 ]                  |
| 1988年                  | 721                     | [ 51 ]                  |
| 1989年                  | 771                     | [ 52 ]                  |
| 1990年                  | 794                     | [ 53 ]                  |
| 1991年                  | 837                     | [ 54 ]                  |
| 1992年                  | 881                     | [ 55 ]                  |
| 1993年                  | 933                     | [ 56 ] [ 57 ]           |
| 1994年                  | 904                     | [ 58 ] [ 57 ]           |
| 1995年                  | 917                     | [ 59 ] [ 57 ]           |
| 1996年                  | 872                     | [ 60 ] [ 61 ]           |
| 1997年                  | 852                     | [ 62 ] [ 61 ]           |
| 1998年                  | 817                     | [ 63 ] [ 64 ]           |
| 1999年                  | 772                     | [ 65 ] [ 66 ]           |
| 2000年                  | 803                     | [ 66 ]                  |
| 2001年                  | 1,158                   | [ 66 ]                  |
| 2002年                  | 1,265                   | [ 67 ]                  |
| 2003年                  | 1,291                   | [ 67 ]                  |
| 2004年                  | 1,316                   | [ 67 ]                  |
| 2005年                  | 1,345                   | [ 68 ]                  |
| 2006年                  | 1,363                   | [ 68 ]                  |
| 2007年                  | 1,463                   | [ 68 ]                  |
| 2008年                  | 1,447                   | [ 69 ]                  |
| 2009年                  | 1,434                   | [ 69 ]                  |
| 2010年                  | 1,412                   | [ 69 ]                  |
| 2011年                  | 1,427                   | [ 70 ]                  |
| 2012年                  | 1,452                   | [ 71 ]                  |
| 2013年                  | 1,446                   | [ 71 ]                  |
| 2014年                  | 1,500                   | [ 72 ]                  |
| 2015年                  | 1,560                   | [ 73 ]                  |
| 2016年                  | 1,560                   | [ 74 ]                  |
| 2017年                  | 1,597                   | [ 75 ]                  |
| 2018年                  | 1,636                   | [ 75 ]                  |
| 2019年                  | 1,896                   | [ 76 ]                  |
| 2020年                  | 1,553                   | [ 77 ]                  |
| 2021年                  | 1,596                   | [ 77 ]                  |
| 2022年                  | 1,656                   | [ 77 ]                  |

### 貨物・荷物
1950年度から1975年度（1975年11月取扱廃止）までの貨物の取扱量（発送および到着トン数）と、1972年度から1983年度（1984年2月取扱廃止）までの荷物の取扱量（発送および到着個数）は以下の表に示すとおりに推移していた。貨物の取扱量に関しては、武豊線内では比較的少ない。荷物の取扱量に関しては、武豊線で荷物を取り扱う6駅の中では半田駅・武豊駅・亀崎駅に次いで4番目に多く、1977年度以降は亀崎駅を抜いて3番目となっていた。
| 貨物取扱量・荷物取扱量の推移  | 貨物取扱量・荷物取扱量の推移 | 貨物取扱量・荷物取扱量の推移 | 貨物取扱量・荷物取扱量の推移 | 貨物取扱量・荷物取扱量の推移 |
| 年度                          | 貨物                         | 貨物                         | 荷物                         | 荷物                         |
| 年度                          | 発送                         | 到着                         | 発送                         | 到着                         |
| ----------------------------- | ---------------------------- | ---------------------------- | ---------------------------- | ---------------------------- |
| 1950年度                      | 7,278t                       | 8,948t                       |                              |                              |
| 1951年度                      | 5,351t                       | 15,904t                      |                              |                              |
| 1952年度                      | 2,736t                       | 11,278t                      |                              |                              |
| 1953年度                      | 2,211t                       | 12,913t                      |                              |                              |
| 1954年度                      | 1,492t                       | 11,732t                      |                              |                              |
| 1955年度                      | 2,308t                       | 11,283t                      |                              |                              |
| 1956年度                      | 1,657t                       | 8,413t                       |                              |                              |
| 1957年度                      | 964t                         | 7,922t                       |                              |                              |
| 1958年度                      | 1,258t                       | 9,098t                       |                              |                              |
| 1959年度                      | 2,519t                       | 10,558t                      |                              |                              |
| 1960年度                      | 4,286t                       | 16,868t                      |                              |                              |
| 1961年度                      | 5,192t                       | 18,684t                      |                              |                              |
| 1962年度                      | 2,213t                       | 16,740t                      |                              |                              |
| 1963年度                      | 1,575t                       | 13,493t                      |                              |                              |
| 1964年度                      | 1,206t                       | 13,327t                      |                              |                              |
| 1965年度                      | 507t                         | 11,121t                      |                              |                              |
| 1966年度                      | 306t                         | 8,342t                       |                              |                              |
| 1967年度                      | 192t                         | 12,123t                      |                              |                              |
| 1968年度                      | 421t                         | 15,311t                      |                              |                              |
| 1969年度                      | 475t                         | 20,273t                      |                              |                              |
| 1970年度                      | 217t                         | 16,892t                      |                              |                              |
| 1971年度                      | 159t                         | 12,793t                      |                              |                              |
| 1972年度                      | 235t                         | 11,792t                      | 3,533個                      | 7,656個                      |
| 1973年度                      | 503t                         | 11,819t                      | 3,056個                      | 7,728個                      |
| 1974年度                      | 58t                          | 8,816t                       | 2,813個                      | 7,067個                      |
| 1975年度                      | 53t                          | 5,127t                       | 2,538個                      | 6,981個                      |
| 1976年度                      |                              |                              | 2,557個                      | 7,331個                      |
| 1977年度                      |                              |                              | 2,405個                      | 7,339個                      |
| 1978年度                      |                              |                              | 2,449個                      | 7,885個                      |
| 1979年度                      |                              |                              | 2,347個                      | 8,592個                      |
| 1980年度                      |                              |                              | 2,150個                      | 8,563個                      |
| 1981年度                      |                              |                              | 1,379個                      | 7,625個                      |
| 1982年度                      |                              |                              | 869個                        | 7,900個                      |
| 1983年度                      |                              |                              | 337個                        | 6,288個                      |
| ※出典は乗車人員の推移に同じ。 |                              |                              |                              |                              |

## 停車列車
緒川駅には、全列車が停車するが、2018年3月まで運行されていた快速列車は停車しなかった。

## 駅周辺
周辺は住宅地である。少し東に離れた国道366号バイパス沿いには大型店舗も立地している。東へ1kmほど進んで境川の橋を渡ると、刈谷市に入る。
- イオンモール東浦
  - 駅南東がすぐエンジョイライフ館となっており、ここを抜けると交差点のはす向かいに本館がある。
- スポーツデポ東浦店
- ホームセンターコーナン知多東浦店
- 東浦町役場
- 東浦郵便局
- 東浦町中央図書館
- 緒川城跡
- 於大公園

## バス路線

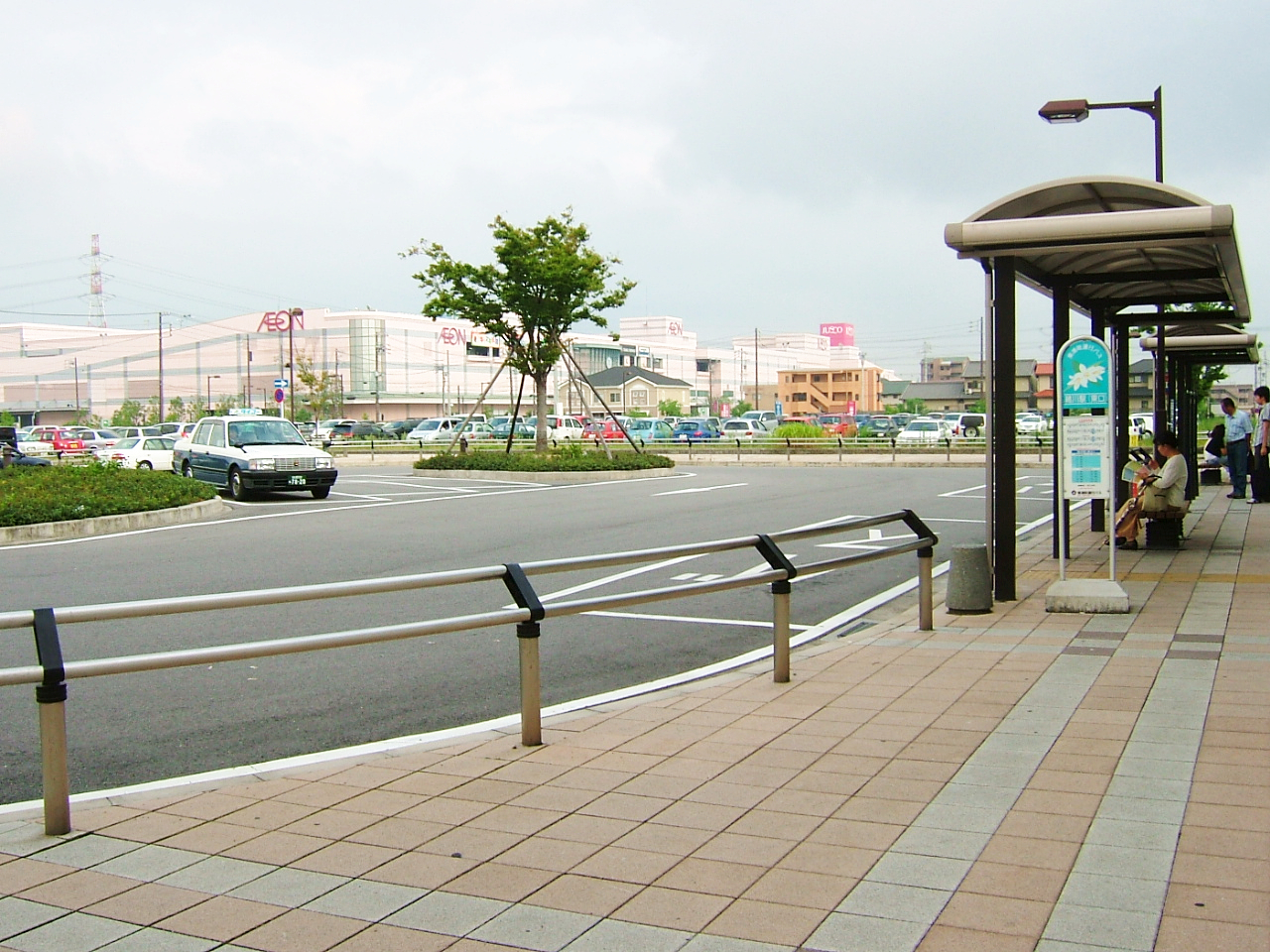
駅前ロータリー

緒川駅東口前にあるロータリーには、東浦町内で運転されている東浦町運行バス（う・ら・ら）の「緒川駅東口」、知多乗合（知多バス）の「緒川駅前」（JR高速バスは「緒川駅」）の2つのバス停留所（バス停）が設置されている。
緒川駅東口バス停には、4つある東浦町運行バスの路線がすべて集まる。バスはここから東浦町内北部の国立長寿医療センター方面、西部の巽ヶ丘駅・東ヶ丘方面、南部の武豊線東浦駅・平池台方面、町外東方の刈谷駅方面の4方向へ向かう。
一方緒川駅前バス停には、中部国際空港と刈谷駅・知立駅を結ぶ知多バスの刈谷知立・中部空港線が発着している。
緒川駅バス停からは、知多半田駅・八田駅（夜行便のみ発着）と東京駅・東京ディズニーランド（夜行便のみ発着）を結ぶJRバス関東・JR東海バスの知多シーガル号（夜行便は「ドリーム知多号」）が発着している。
かつては国道366号沿いにも知多バスの「緒川駅口」バス停があった。

## 隣の駅
東海旅客鉄道（JR東海）
CE 武豊線
■区間快速・■普通
尾張森岡駅 (CE01) - 緒川駅 (CE02) - 石浜駅 (CE03)